# Vincent Lacoste
Pour les articles homonymes, voir Lacoste.
Vincent Lacoste est un acteur français, né le 3 juillet 1993 à Paris.
Débutant avec le film Les Beaux Gosses à l'âge de quinze ans, il s'impose très vite comme une figure du cinéma français des années 2010. Il alterne entre grosses productions telles que Astérix et Obélix : Au service de Sa Majesté (2012) et films plus intimistes comme Plaire, aimer et courir vite (2018).
Nommé à cinq reprises aux César, il remporte, en 2022, le prix du meilleur acteur dans un second rôle pour son interprétation d'Étienne Lousteau dans le drame Illusions perdues de Xavier Giannoli.

## Biographie

### Origines familiales et formation
Vincent Lacoste naît à l'hôpital Bichat, dans le 18e arrondissement de Paris. Son père est juriste et sa mère travaille au Conseil national de l'Ordre des médecins.
Entré dans le monde du cinéma à l'âge de 15 ans, il mène ses études secondaires jusqu'au baccalauréat (série ES), qu'il obtient en 2012, tout en poursuivant dès cette époque son activité d'acteur.  

### Premiers pas au cinéma: les comédies (2009-2012)
En 2009, Vincent Lacoste fait ses débuts dans le rôle principal du film Les Beaux Gosses de Riad Sattouf. Lacoste se blesse au genou lors d'un concert quelques jours avant le tournage, au point que sa participation au film est remise en question. Riad Sattouf l'aide à trouver un médecin, et le tournage peut finalement démarrer avec seulement quelques jours de retard. Pour ce premier rôle, il obtient le prix Lumières 2010 du meilleur espoir masculin et est nommé dans la même catégorie pour la 35e cérémonie des César. 
En 2011, il est à l'affiche de quatre comédies : trois films choraux : Au bistro du coin, de Charles Nemes ; Low Cost, de Maurice Barthélemy et Le Skylab, de Julie Delpy  et une comédie potache, De l'huile sur le feu, réalisée par Nicolas Benamou, où il tient le premier rôle.

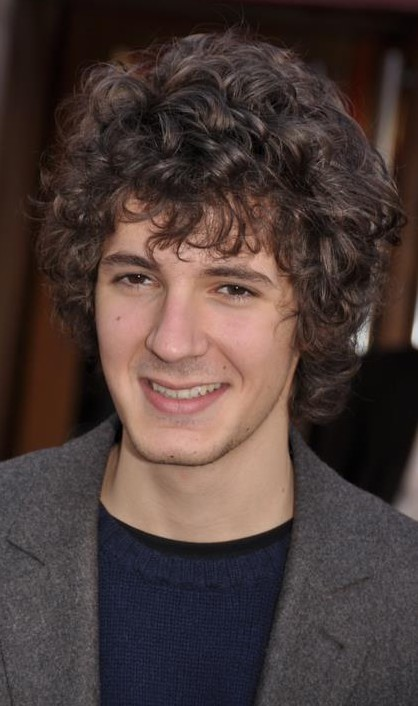
Vincent Lacoste à l'avant-première dAstérix et Obélix : Au service de Sa Majesté, à Paris, en 2012.

En 2012, il est encore en tête d'affiche : jeune réalisateur talentueux ayant reçu un César à 15 ans dans la satire JC comme Jésus Christ, premier long-métrage de Jonathan Zaccaï, il incarne l'adolescent peureux Goudurix dans Astérix et Obélix : Au service de Sa Majesté, de Laurent Tirard. Cette même année, il retrouve Noémie Lvovsky, présente dans Les Beaux Gosses, comme réalisatrice de Camille redouble, où Vincent tient un petit rôle.

### Vers un registre dramatique
En 2014, il expérimente le registre dramatique : il incarne Thomas Bangalter dans quelques scènes de Eden, biopic réalisé par Mia Hansen-Løve, puis Benjamin, jeune interne en médecine, héros de Hippocrate, de Thomas Lilti. Ce film vaut à l'acteur sa seconde nomination aux César, cette fois dans la catégorie « meilleur acteur ». La même année, il retrouve Riad Sattouf pour la satire Jacky au royaume des filles. Le film reçoit un accueil mitigé.
En 2015, il est dirigé par Benoît Jacquot pour un petit rôle dans Journal d'une femme de chambre, aux côtés de Léa Seydoux et de Vincent Lindon. Il revient ensuite à la comédie en incarnant un adolescent possessif dans Lolo de Julie Delpy, puis avec Jean-Pierre Bacri dans la comédie dramatique La Vie très privée de monsieur Sim de Michel Leclerc.
À partir de 2016, il poursuit dans le cadre d'un cinéma plus indépendant. Il évolue d'abord aux côtés de Manal Issa dans le drame Peur de rien de Danielle Arbid, puis dans Tout de suite maintenant de Pascal Bonitzer, Saint Amour de Gustave Kervern et Benoît Delépine, avant d'être dirigé par Justine Triet dans la comédie dramatique Victoria. Il reçoit cette année-là le prix Patrick-Dewaere.

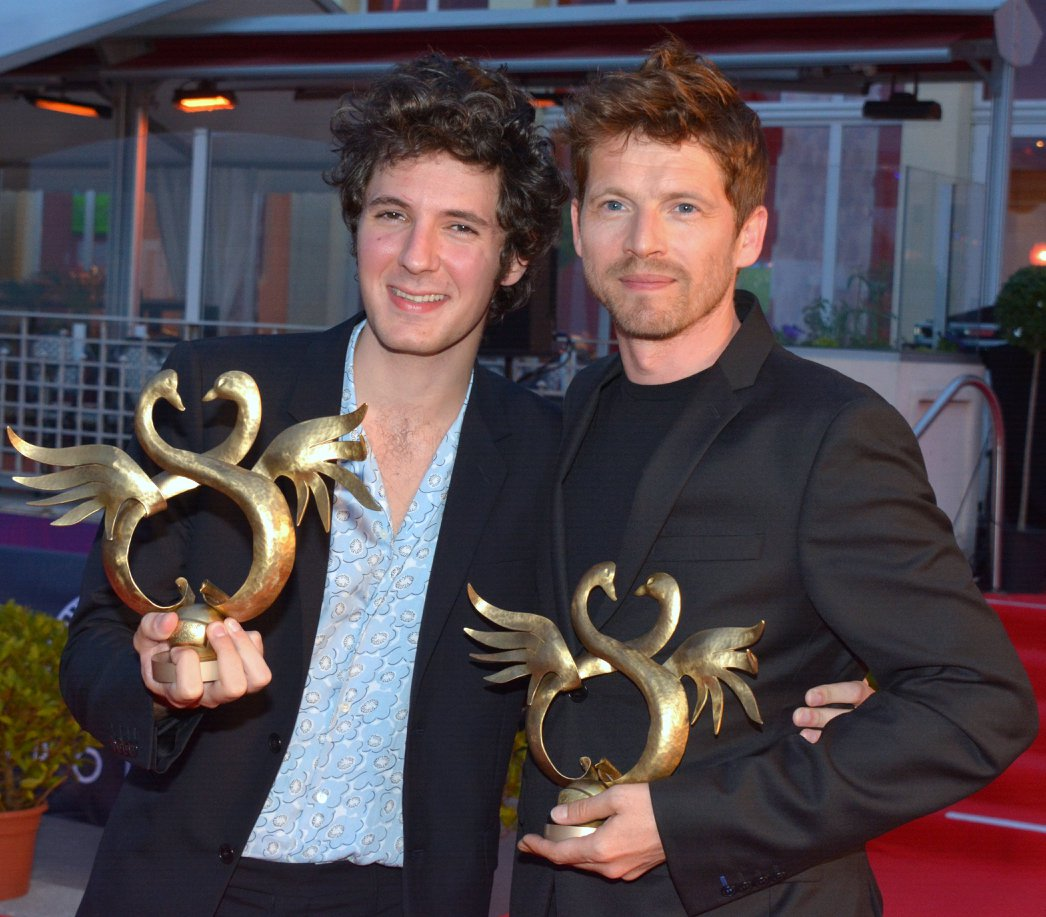
Vincent Lacoste et Pierre Deladonchamps au Festival du film de Cabourg, en 2018.

L'année 2018 le voit défendre deux projets attendus depuis longtemps : le drame Plaire, aimer et courir vite, de Christophe Honoré, puis le film d'apprentissage Première Année où il retrouve le monde de la médecine, toujours sous la direction de Thomas Lilti. Le succès critique et public d'Amanda couronne une année qui a fait de lui un des acteurs les plus en vue du cinéma français,.
En 2019, il tourne Chambre 212 sous la direction de Christophe Honoré, avec pour partenaires Camille Cottin et Chiara Mastroianni.
En 2021, il est le héros du premier tome d'une série de BD que Riad Sattouf consacre aux acteurs, Le Jeune Acteur : Aventures de Vincent Lacoste au cinéma, paru le 4 novembre 2021 aux éditions Les Livres du futur.
En 2022, il obtient le César du meilleur acteur dans un second rôle, celui du journaliste Étienne Lousteau dans Illusions perdues, le film le plus nommé de la cérémonie.

## Filmographie

### Cinéma

#### Longs métrages
- 2009 : Les Beaux Gosses de Riad Sattouf : Hervé
- 2011 : Au bistro du coin de Charles Nemes : Jules
- 2011 : Low Cost de Maurice Barthélemy : Dimitri
- 2011 : Le Skylab de Julie Delpy : Christian
- 2011 : De l'huile sur le feu de Nicolas Benamou : Pierrick
- 2012 : JC comme Jésus Christ de Jonathan Zaccaï : JC
- 2012 : Astérix et Obélix : Au service de Sa Majesté de  Laurent Tirard : Goudurix
- 2012 : Camille redouble de Noémie Lvovsky : Vincent
- 2014 : Jacky au royaume des filles de Riad Sattouf : Jacky
- 2014 : Hippocrate de Thomas Lilti : Benjamin
- 2014 : Eden de Mia Hansen-Løve : Thomas Bangalter
- 2015 : Journal d'une femme de chambre de Benoît Jacquot : Georges
- 2015 : Lolo de Julie Delpy : Lolo
- 2015 : La Vie très privée de monsieur Sim de Michel Leclerc : Jacques Sim, à 20 ans
- 2016 : Peur de rien de Danielle Arbid : Rafaël
- 2016 : Tout de suite maintenant de Pascal Bonitzer : Xavier
- 2016 : Saint Amour de Gustave Kervern et Benoît Delépine : Mike
- 2016 : Victoria de Justine Triet : Sam
- 2018 : Plaire, aimer et courir vite de Christophe Honoré : Arthur
- 2018 : Première Année de Thomas Lilti : Antoine
- 2018 : Amanda de Mikhaël Hers : David
- 2019 : Deux Fils de Félix Moati : Joachim
- 2019 : Chambre 212 de Christophe Honoré : Richard
- 2019 : Mes jours de gloire d'Antoine de Bary : Adrien
- 2020 : Effacer l'historique de Benoît Delépine et Gustave Kervern : le sextapeur
- 2020 : De nos frères blessés de Hélier Cisterne : Fernand Iveton
- 2021 : Illusions perdues de Xavier Giannoli : Étienne Lousteau
- 2022 : Fumer fait tousser de Quentin Dupieux : Méthanol
- 2022 : Coma de Bertrand Bonello : Nicholas
- 2022 : Le Lycéen de Christophe Honoré : Quentin Ronis
- 2022 : Le Parfum vert de Nicolas Pariser : Martin Rémi
- 2023 : Un métier sérieux de Thomas Lilti : Benjamin
- 2023 : Le Temps d'aimer de Katell Quillévéré : François
- 2024 : L'Amour ouf de Gilles Lellouche : Jeffrey Valrinck
- 2025 : Vie privée de Rebecca Zlotowski : Julien Haddad-Park

#### Courts métrages
- 2014 : Truffaut au présent : Couples d'Axelle Ropert
- 2014 : Truffaut au présent : Acteurs d'Axelle Ropert
- 2014 : Vengeance et terre battue de Mathieu Sapin : Charles
- 2015 : Langue noire de Victor Boyer : Gabin
- 2016 : L'Enfance d'un chef d'Antoine de Bary : Vincent
- 2016 : Après Suzanne de Félix Moati : Joachim

### Télévision

#### Téléfilm
- 2013 : À la française d'Édouard Baer : ?

#### Série télévisée
- 2022 : Irma Vep d'Olivier Assayas (OCS) : Edmond Lagrange
- 2024 : Hippocrate (saison 3, épisode 3) : caméo, figurant sur le tournage d’une série hospitalière tournée à l’hôpital Raymond-Poincaré
- 2025 : Merteuil de Jessica Palud : vicomte de Valmont

### Doublage
- 2017 : Sahara de Pierre Coré : Gary (version originale)
- 2023 : Élémentaire : Flack[12] (version française)

### Bande dessinée
- 2021 : Le Jeune Acteur 1 : Aventures de Vincent Lacoste au cinéma de Riad Sattouf.

## Théâtre
- 2012-2013 : À la française d'Édouard Baer, mise en scène de l'auteur, théâtre Marigny

## Distinctions

### Récompenses
- Lumières 2010 : Lumière de la révélation masculine (partagé avec Anthony Sonigo) pour Les Beaux Gosses
- Prix Patrick-Dewaere 2016
- Festival du film de Cabourg 2018 : Swan d'or du meilleur acteur pour Plaire, aimer, et courir vite
- Festival du film européen de Séville 2018 : prix d'interprétation masculine pour Plaire, aimer et courir vite
- Globe de cristal 2019 : Meilleur acteur dans un film dramatique pour Plaire, aimer et courir vite
- César 2022 : César du meilleur acteur dans un second rôle pour Illusions perdues
- Festival du film francophone d'Angoulême 2023 : Valois du meilleur acteur pour Le Temps d'aimer

### Nominations
- César 2010 : César du meilleur espoir masculin pour Les Beaux Gosses
- César 2015 : César du meilleur acteur pour Hippocrate
- César 2017 : César du meilleur acteur dans un second rôle pour Victoria
- Lumières 2019 : Lumière du meilleur acteur pour Amanda
- César 2019 : César du meilleur acteur pour Amanda